# Zollbrück (Emmental)
Zollbrück ist ein Ort im Verwaltungskreis Emmental des Schweizer Kantons Bern.
Zollbrück liegt auf den Gemeindegebieten von Rüderswil und von Lauperswil. Eine Fusion der beiden Gemeinden wurde in einem Urnengang vom 17. Mai 2009 abgelehnt. Die Fusion scheiterte an der Ablehnung der Lauperswiler Stimmbürger. Die beiden Gemeinden unterhalten allerdings eine gemeinsame Sekundarschule, und die Grenze der beiden Gemeinden führt über den Fussballplatz westlich der Emme.

## Geschichte

Luftbild von Werner Friedli (1950)

Den Namen erhielt der Ort durch die Brücke, die über die Emme führt und die seit 1551 mit dem Recht auf Brückenzoll verbunden war. Der Ort entwickelte sich seit 1552 um den Brückenkopf, an dem sich auch eine Wirtschaft angesiedelt hatte. Einwohner waren Gewerbetreibende, vor allem Bauhandwerker, Nagelschmiede, Spinner und Weber sowie Taglöhner.
Mit dem Bau der Emmentalbahn 1881 und der Talstrasse 1899 kam es zu einem wirtschaftlichen Aufschwung.
Zollbrück hat heute eine ausgebaute Infrastruktur mit einem Dienstleistungszentrum, Banken, Versicherungen, Primar- und Sekundarschule, einem regionalen Altersheim sowie Gewerbebetrieben.

## Söhne und Töchter des Ortes
- Reinhold Käser (1910–1981), Militär- und Rotkreuz-Arzt
- Peter Meister (1934–1999), Bildhauer, Plastiker und Zeichner
- Hanna Muralt Müller (* 1947), Bundesangestellte, Vizekanzlerin der Schweiz